# Bulken
Bulken är en kulle i Antarktis. Den ligger i Östantarktis. Norge gör anspråk på området. Toppen på Bulken är 1 420 meter över havet, eller 320 meter över den omgivande terrängen. Bredden vid basen är 3,8 km.
Terrängen runt Bulken är huvudsakligen platt, men den allra närmaste omgivningen är kuperad. Trakten är obefolkad. Det finns inga samhällen i närheten.